# Baccaurea carinata
Baccaurea carinata là một loài thực vật có hoa trong họ Diệp hạ châu. Loài này được Haegens mô tả khoa học đầu tiên năm 2000.